# GT 64: Championship Edition
GT 64: Championship Edition (o també "Grand Tour 64") és un videojoc de curses per la Nintendo 64 que va ser llançat al Japó com a City Tour GrandPrix: Zen Nihon GT Senshuken amb dos noves pistes exclusives japoneses el 1998. Per això el seu títol, va ser llicència de l'All-Japan GT Championship, mostrant cotxes i conductors de la temporada de 1997.

## Rebuda
Next Generation va revisar la versió de Nintendo 64 del joc, qualificant-la amb una estrella sobre cinc, i va dir que "En aspectes generals GT 64 manca tant de la tècnica d'un pilot tècnic com de la velocitat d'un pilot ràpid – de fet, manca en qualsevol cosa que pensis."
GT 64 va rebre comentaris generalment desfavorables de la crítica, que van criticar el nombre limitat de pistes del joc. N64 Magazine va assenyalar que, si bé el joc s'havia presentat com a 12 pistes, en realitat només té tres, sense considerar les variants mirall i el fet que cada pista ofereix una ruta curta i llarga. La revista va concloure que GT 64 és inferior a Gran Turismo o GTI Club, però millor que Automobili Lamborghini. Nintendo Power va ressaltar la música enèrgica del joc i els efectes de so. Al Japó, Famitsu li va donar una puntuació de 23 sobre 40.